# Lajše (Železniki, Slovenija)
Lajše je naselje u slovenskoj Općini Železniku. Lajše se nalazi u pokrajini Gorenjskoj i statističkoj regiji Gorenjskoj. 

## Stanovništvo
Prema popisu stanovništva iz 2002. godine naselje je imalo 107 stanovnika.